# Luis Ignacio Quinteros
Luis Ignacio Quinteros Gasset (* 23. April 1979 in Santiago de Chile) ist ein ehemaliger chilenischer Fußballspieler. Der Stürmer absolvierte zwei Länderspiele für Chile und wurde auf Vereinsebene fünf Mal chilenischer Meister.

## Karriere

### Verein
Luis Ignacio Quinteros begann seine Karriere im November 1996 beim CSD Colo-Colo. Gleich im ersten Jahr durfte sich Quinteros Meister und Pokalsieger nennen. Bis zu seinem Wechsel im Juli 2003 zum Club Puebla nach Mexiko kamen noch drei weitere Meisterschaften mit den Albos hinzu. In 96 Ligaspielen erzielte der Offensivakteur 38 Tore für seinen Jugendklub. 2005 wechselte Quinteros nach Chile zu CD Universidad Católica, ging aber 2006 wieder zurück nach Mexiko zum Club León. 2007 wechselte Quinteros nach Argentinien, wo er für CA Colón und anschließend für Gimnasia y Esgrima La Plata auflief. Nach seiner dritten Station in Mexiko bei den Lobos de la BUAP kam Quinteros nach Chile zurück. Er lief noch für den CD Huachipato, für Unión Temuco, für Unión La Calera und für Deportes Copiapó auf. 2013 beendete Quinteros seine Karriere.

### Nationalmannschaft
Luis Ignacio Quinteros absolvierte im Oktober 2010 zwei Länderspiele für die La Roja unter Trainer Juvenal Olmos im Rahmen der Weltmeisterschaftsqualifikation 2006. Sein Debüt gab Quinteros bei der 0:2-Niederlage gegen Ecuador, als er in der 79. Spielminute für Patricio Galaz eingewechselt wurde. Beim 0:0-Unentschieden gegen Argentinien drei Tage nach seinem Debüt kam Quinteros für Jorge Valdivia in der 73. Spielminute in die Partie. Dieser Einsatz war zugleich sein letztes Spiel im Nationaldress.

## Erfolge
Colo-Colo
- Primera División: 1996, 1997-C, 1998, 2002-C
- Copa Chile: 1996

Universidad Católica
- Primera División: 2005-C